# Simon Haskel
 (décembre 2020).
Simon Haskel, baron Haskel (né le 9 octobre 1934) est un homme politique britannique du parti travailliste.

## Biographie
Simon Haskel fait ses études à la Sedbergh School et au Salford College of Advanced Technology (aujourd'hui l'Université de Salford), où il obtient un BSc en technologie textile. Il crée ensuite sa propre entreprise textile nationale et internationale, Perrotts Group Plc. Haskel est créé pair à vie à la Chambre des lords le 4 octobre 1993, prenant le titre de baron Haskel, de Higher Broughton dans le comté du Grand Manchester.